# Piastowie cieszyńscy

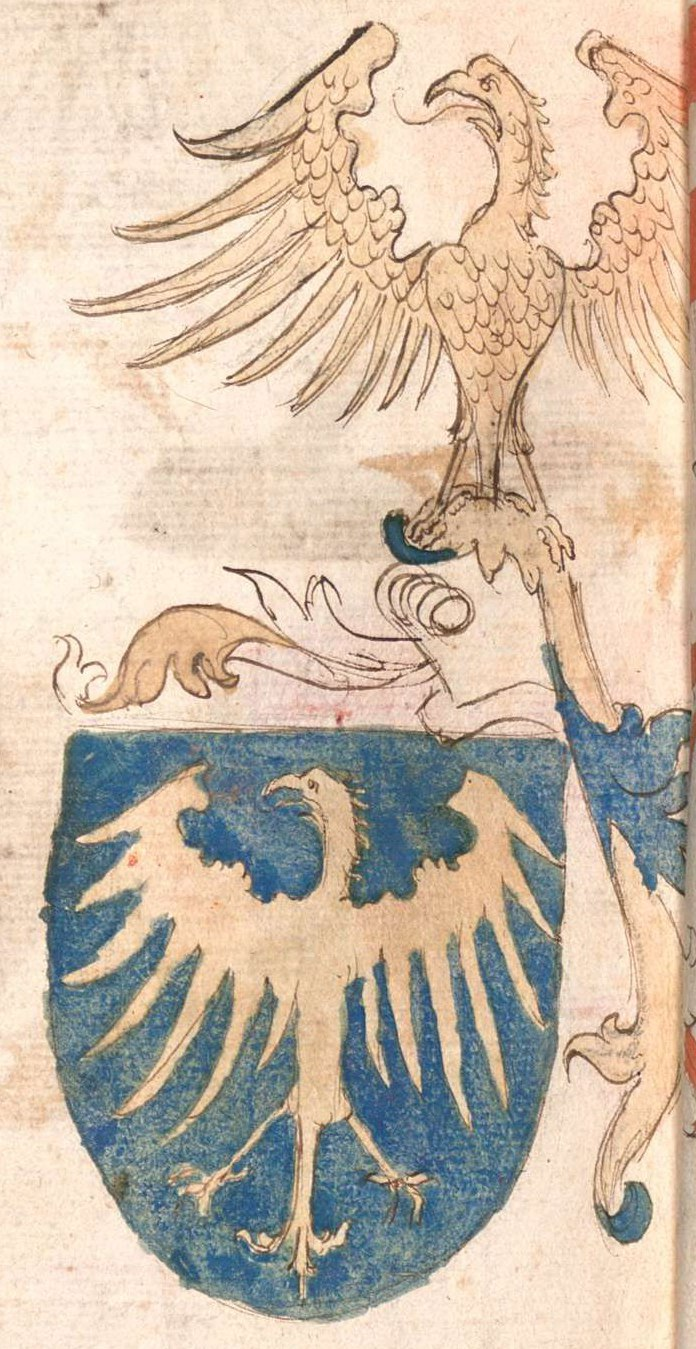
Herb księcia cieszyńskiego z Wernigeroder Wappenbuch (ok. 1475–1500)

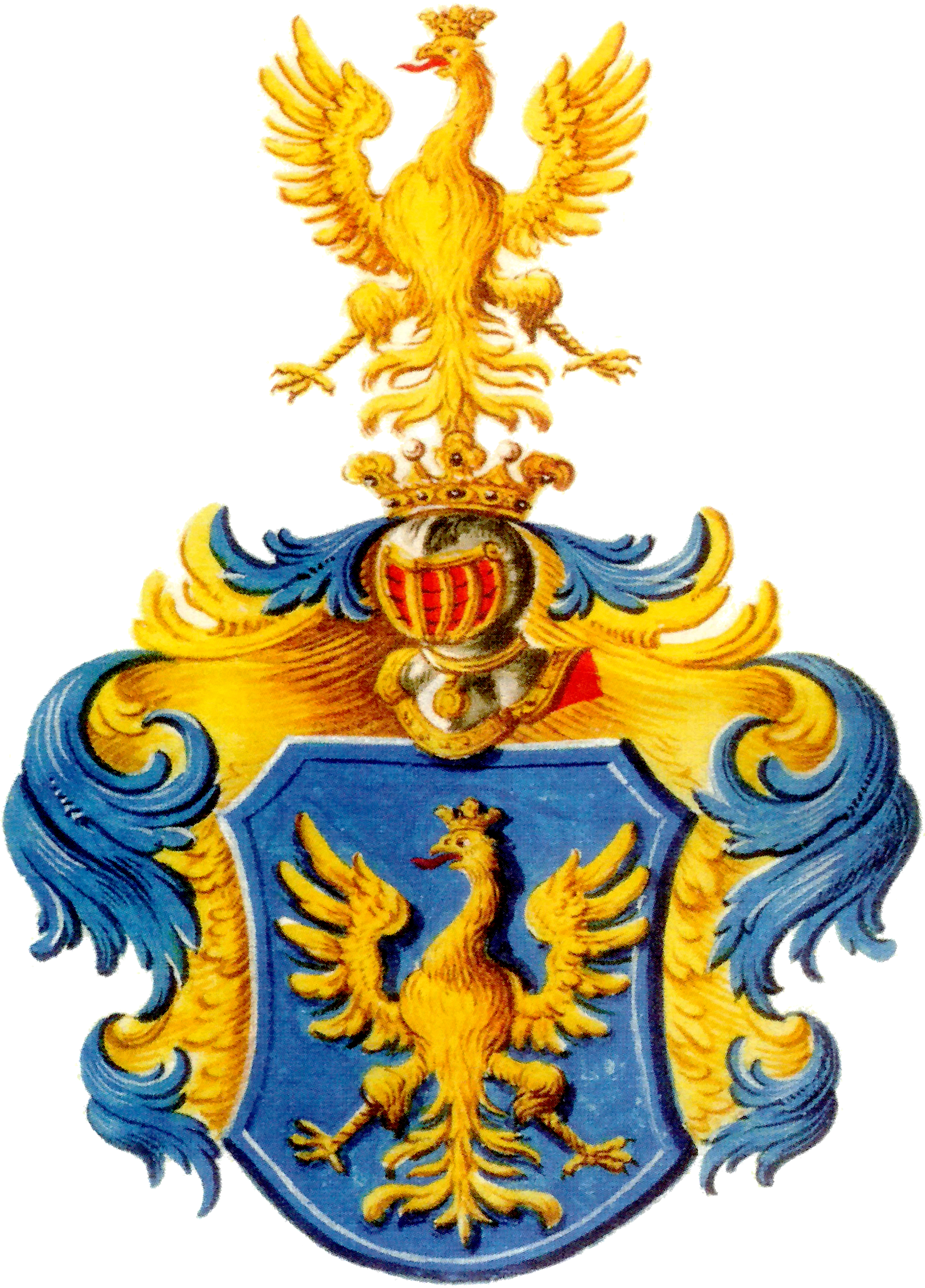
Herb Piastów cieszyńskich z dzieła Scuta nobilium ducatus Teschinensis Leopolda Szersznika

Piastowie cieszyńscy – linia polskiej dynastii Piastów śląskich, wywodząca się od Mieszka cieszyńskiego, syna Władysława opolskiego. Od około 1290 roku do 1653 roku panowała w Księstwie Cieszyńskim oraz na czasowo podległych mu ziemiach. W linii męskiej wygasła na Fryderyku Wilhelmie (1625), a w linii żeńskiej na Elżbiecie Lukrecji (1653).
Od Piastów cieszyńskich wywodzą się dwie linie Piastów oświęcimskich: jedna od Władysława oświęcimskiego (syna Mieszka cieszyńskiego), druga od Przemysława oświęcimskiego (syna Przemysława I Noszaka).
Piastowie cieszyńscy byli jedną z najdłużej panujących linii dynastii piastowskiej.

## Przedstawiciele
Pierwsze pokolenie
- Mieszko cieszyński (ur. 1252/1256, zm. 1314 lub 1315)

Drugie pokolenie
- Kazimierz I cieszyński (ur. 1280/1290, zm. 1358)

Trzecie pokolenie
- Anna cieszyńska (ok. 1324–1367)
- Wiola Elżbieta cieszyńska (ur. 1291, zm. 1317)
- Bolesław cieszyński (1331/1332–1356)
- Władysław Kazimierzowic cieszyński (ur. 1325/1331, zm. w maju 1355)
- Przemysław I Noszak (ur. 1332/1336, zm. 23 maja 1410)
- Jan cieszyński
- Siemowit cieszyński (ur. ok. 1340, zm. 25 września 1391)

Czwarte pokolenie
- Bolesław I cieszyński (ur. po 1363, zm. 6 maja 1431)

Piąte pokolenie
- Aleksandra cieszyńska (ur. ok. 1412, zm. po 1460)
- Wacław I cieszyński (ur. 1413, zm. 1474)
- Władysław głogowski (cieszyński) (ur. ok. 1420, zm. w lutym 1460)
- Przemysław II cieszyński (ur. ok. 1420, zm. 18 marca 1477)
- Bolesław II cieszyński (ur. ok. 1425, zm. 8 października 1452)

Szóste pokolenie
- Kazimierz II cieszyński (ur. ok. 1448, zm. 13 grudnia 1528)
- Jadwiga (ur. 1469/1472, zm. 16 kwietnia 1521)

Siódme pokolenie
- Fryderyk cieszyński (ur. ok. 1481, zm. w czerwcu 1507)
- Wacław II cieszyński (ur. ok. 1492, zm. 17 listopada 1524)

Ósme pokolenie
- Wacław III Adam (ur. grudniu 1524, zm. 4 listopada 1579)

Dziewiąte pokolenie
- Fryderyk Kazimierz frysztacki (ur. 1541/2, zm. 4 maja 1571)
- Adam Wacław (ur. 12 lub 13 grudnia 1574, zm. 13 lipca 1617)
- Anna Sybilla cieszyńska

Dziesiąte pokolenie
- Fryderyk Wilhelm cieszyński (ur. 9 listopada 1601, zm. 19 sierpnia 1625)
- Elżbieta Lukrecja (ur. 1 czerwca 1599, zm. 19 maja 1653)